# McLaren 620R

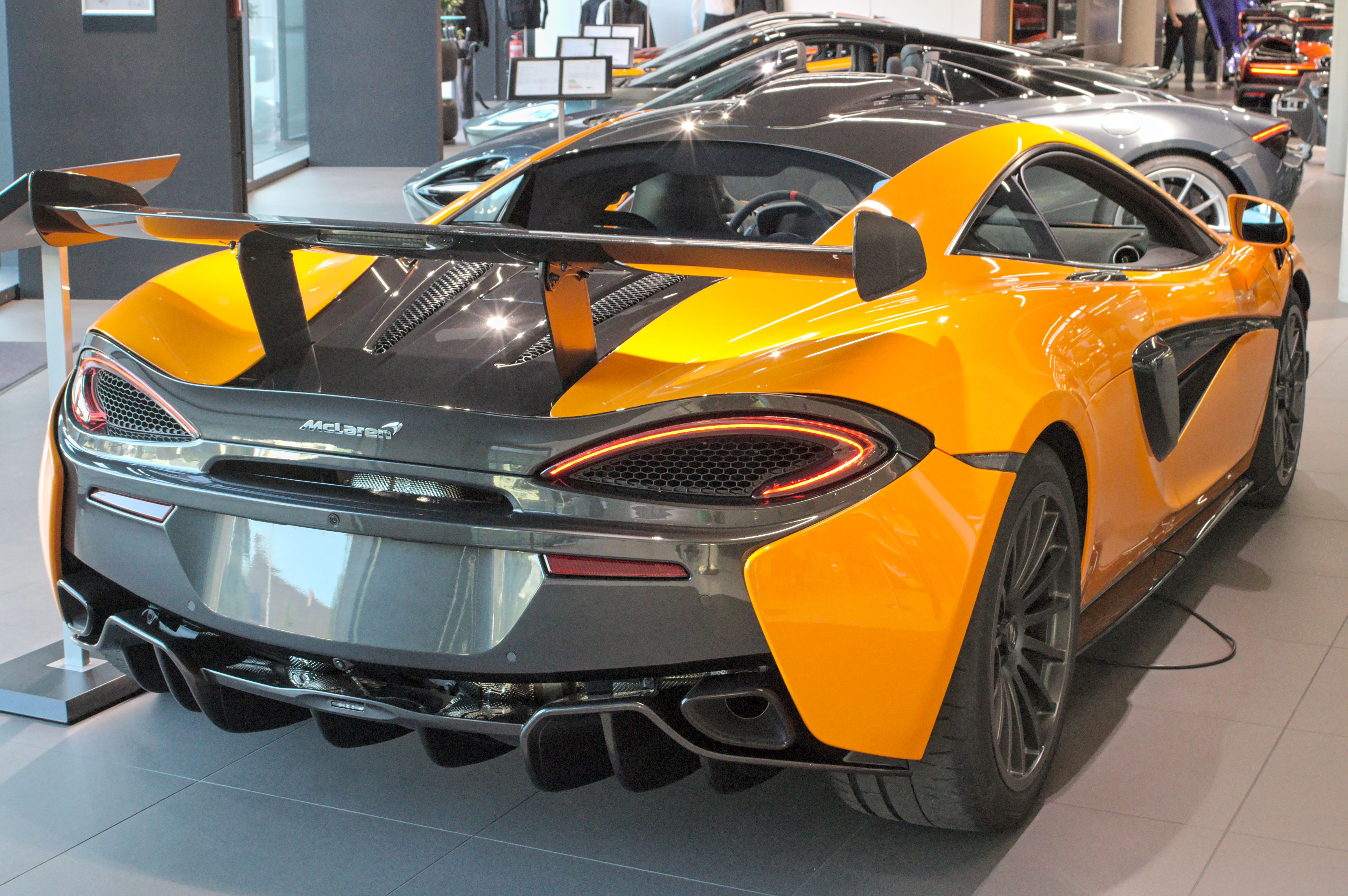
Vue de l'arrière.

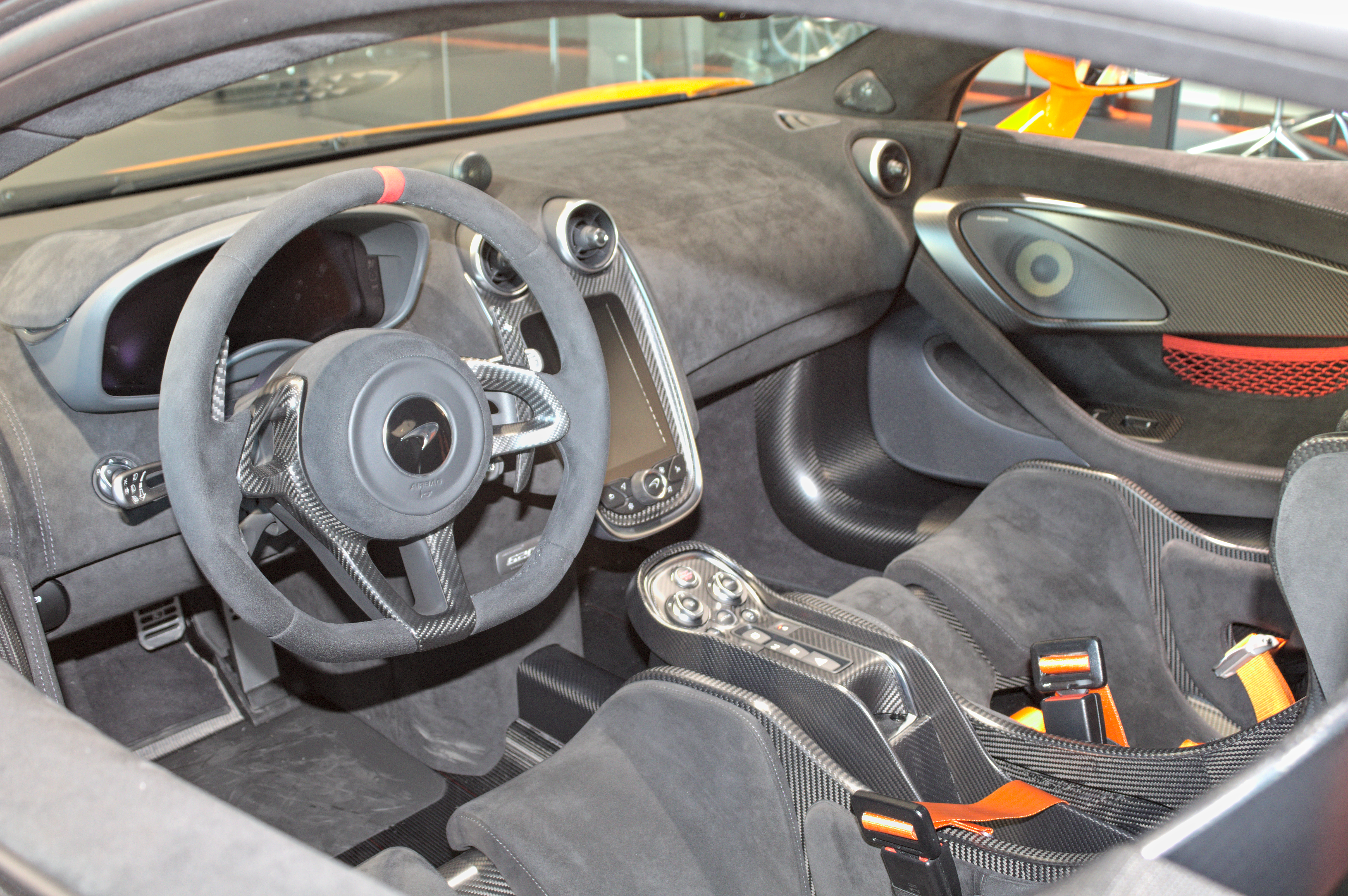
Intérieur.

La McLaren 620R est une supercar du constructeur automobile britannique McLaren Automotive produite à partir de 2020. Elle est la version la plus puissante de la famille des « Sports Series » du constructeur de Woking[source insuffisante].

## Présentation
McLaren dévoile sa sportive 620R le 9 décembre 2019. Elle est produite à partir de janvier 2020 et commercialisée en série limitée à 350 exemplaires comprenant un stage de conduite Pure McLaren Track Day.

## Caractéristiques techniques

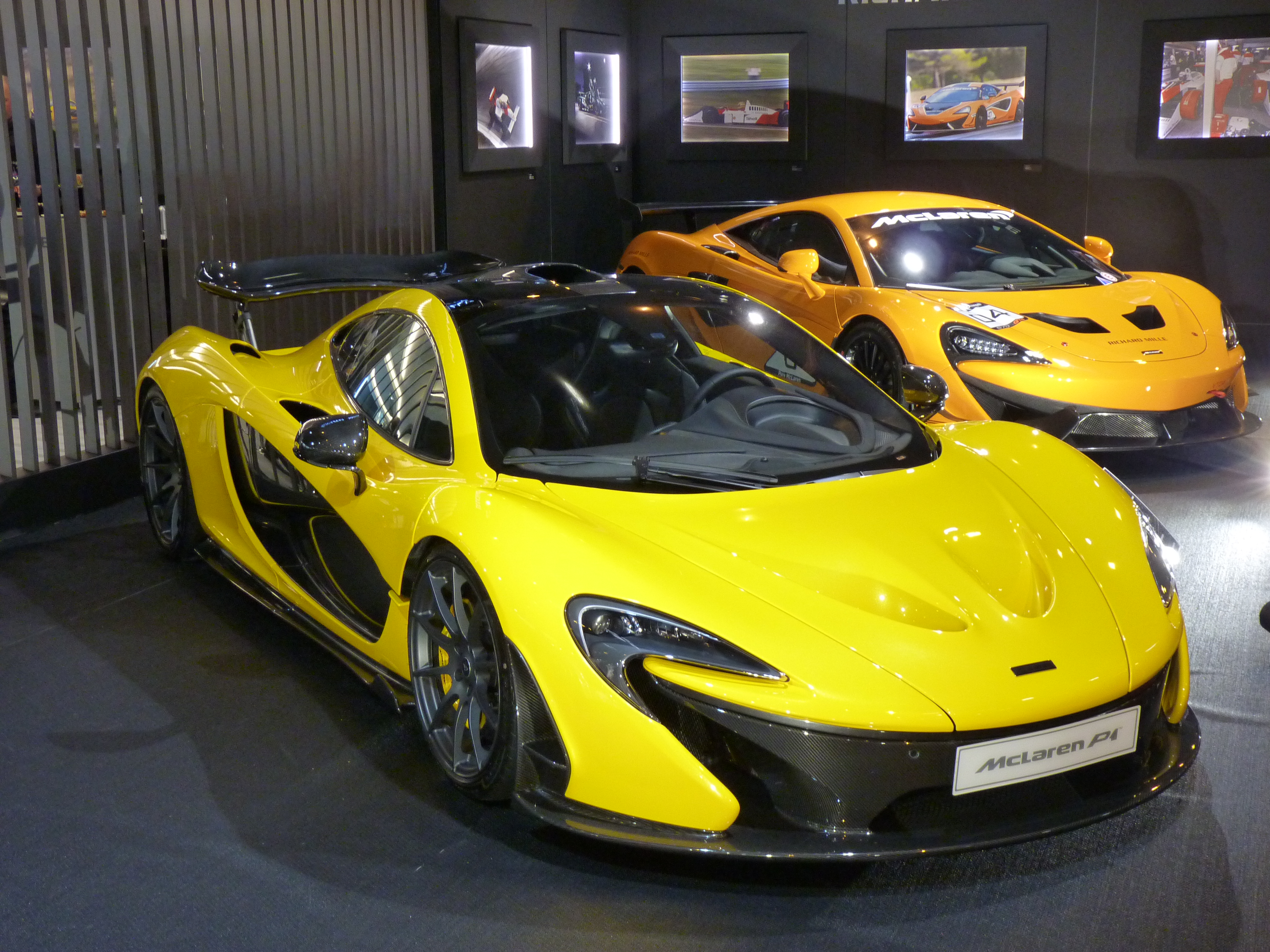
McLaren 570S GT4 en arrière plan.

La McLaren 620R est basée sur la McLaren 570S GT4 engagée en compétition.
Elle reçoit un immense aileron arrière en carbone réglable sur trois angles procurant jusqu'à 185 kg d'appui aérodynamique, des freins en carbone céramique (390 mm à l’avant et 380 mm à l’arrière) et une coque elle aussi entièrement en carbone. Ses suspensions, directement issues de la 570S GT4, sont réglables selon 32 positions en compression et en détente.
À l'intérieur, la pistarde est dépourvue de tous les éléments de confort (climatisation, audio, navigation ...) qui sont toutefois disponibles en option gratuite, mais elle est dotée de sièges de course en fibre de carbone comprenant des harnais à six points.

### Motorisation
La 620R partage son V8 3.8 litres (M838TE) à double turbo avec les 600LT et 570S poussé à 620 ch. Le V8 est accouplé à la boîte de vitesses robotisée Seamless Shift à double embrayage et 7 rapports.
| Logo de McLaren                                   | 620R                                    |
| Moteur                                            | 8-cylindres en V                        |
| Admission                                         | Bi-Turbocompressé                       |
| Cylindrée (cm3)                                   | 3 799                                   |
| Puissance maximale ch (kW)                        | 620                                     |
| au régime de (tr/min)                             | 7 000                                   |
| Couple maximal (N m)                              | 620                                     |
| au régime de (tr/min)                             | 3 500                                   |
| Boîte de vitesses                                 | Robotisée à double embrayage 7 rapports |
| Transmission                                      | Aux roues arrière                       |
| Vitesse maximale (km/h)                           | 322                                     |
| 0-100 km/h (s)                                    | 2,9                                     |
| 0-200 km/h (s)                                    | 8,1                                     |
| Consommation (L/100 km) urbain/extra-urbain/mixte |                                         |
| Émissions de CO2 (g/km)                           |                                         |
| Masse à vide (kg)                                 | 1 282 à sec 1 386 avec fluides          |
| Capacité du réservoir (L)                         |                                         |